# Bektaschi

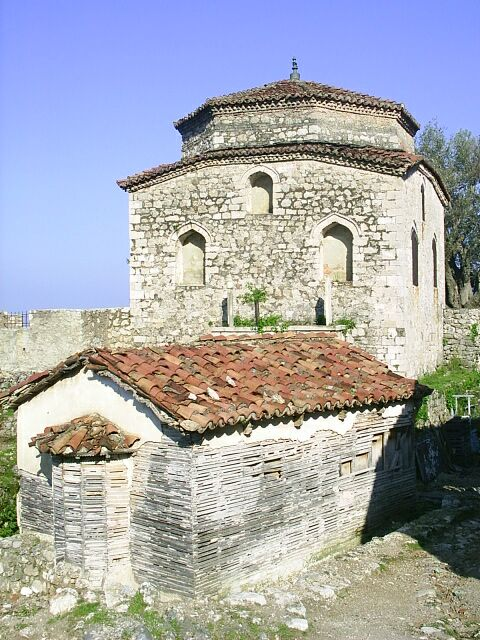
Die Dollmatekke, eine Tekke der Bektaschi innerhalb der Festung in Kruja, Albanien

Die Bektaschi-Tarīqa (auch Bektashi; albanisch Bektashizma oder Bektashizmi, türkisch Bektaşilik) ist einer der größten und einflussreichsten islamisch-alevitischen Derwischorden in Anatolien und auf dem Balkan. Als Begründer des Ordens gilt traditionell der Sufi und Mystiker Hadschi Bektasch (türkische Schreibweise Hacı Bektaş Veli; † 1270), auf den sich auch alle Aleviten berufen. Jedoch ist es sehr wahrscheinlich eher so, dass lediglich der Orden nach diesem Mann benannt wurde, und nicht, dass dieser einen eigenen Orden mit seinem Namen gründete. Dieser legendäre Mystiker, auf den sich die Bektaschi zurückführen, wird auch von den Aleviten als wichtigster Heiliger nach ʿAlī ibn Abī Tālib verehrt. Als Gründer gilt Balım Sultan.

## Geschichte
Der Orden der Bektaschi entstand in der zweiten Hälfte des 13. Jahrhunderts im seldschukisch beherrschten Kleinasien. Die Lehre und Gebetspraxis der Gemeinschaft geht auf Hadschi Bektasch zurück. Er wanderte ursprünglich als Yesevi-Derwisch aus Chorasan nach Anatolien aus. Die Angehörigen des nach ihm benannten Ordens verehren ihn als Gründer der Gemeinschaft, doch ist es wahrscheinlicher, dass sich erst frühe Anhänger von Hadschi Bektasch zu einem Orden formten.

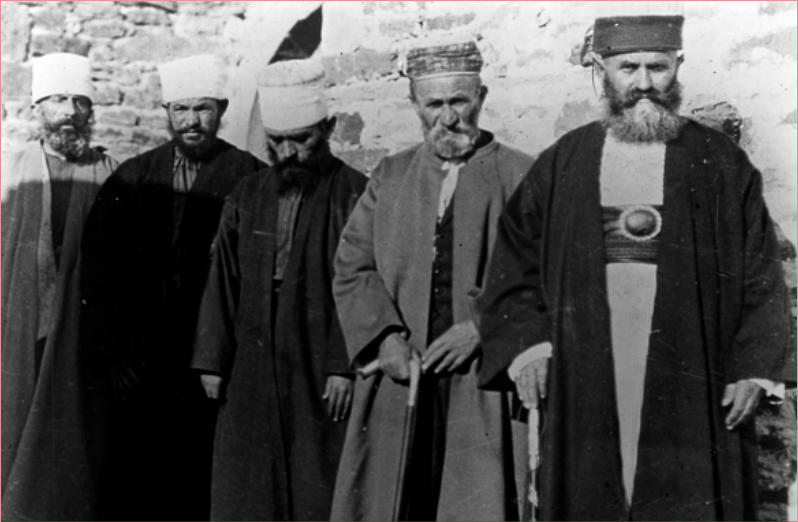
Derwische in der Tekke von Përmet in Südalbanien (Foto Edith Durham, 1904)

Die Nähe der Lehren und Ansichten der eher städtisch geprägten Bektaschi-Orden zum eher ländlichen Alevitentum führt zu einer weitgehenden Gleichsetzung der beiden Gemeinschaften, so dass sie oft zusammengenommen Alevi/Bektaschi genannt werden. Es bestand dazu früher auch noch die allgemeine Auffassung, dass man nur Alevite werden könne, indem man in eine alevitische Familie hineingeboren wird, Bektaschi dagegen könne jedermann werden, der dem Orden beitritt. Wenn man diese Zusammenhänge betrachtet, erscheint die Bektaschi-Tarīqa als eine Art Sufi-Weg des Alevitentums.
Sufi-Orden waren im Osmanischen Reich eine Massenbewegung und eng verbunden mit den Handwerker- und Händlerzünften (Akhi oder Futuwa).
Es gab historisch gesehen ehemals zwei Gruppen von Bektaschi; eine Gruppe, die sogenannten „Çelebi“, behauptete von sich, direkte Nachfahren von Hadschi Bektasch zu sein (bel evladi). Eine größere Gruppe von Bektaschi, auch „Dede“ oder „Dedebaba“ genannt, behauptete hingegen, Hadschi Bektasch habe gar keine physischen Nachkommen gehabt, sondern nur geistliche Jünger (yol evladi).
Das Bektaschitentum fand bei der anatolischen Landbevölkerung viel Anklang und verbreitete sich ab dem 14. Jahrhundert auch auf dem Balkan, zuerst in Mazedonien und Kosovo, dann auch in Rumänien und Ungarn. Die aus Anatolien stammenden Derwische Sarı Saltık Baba, Hıdır Baba und Sersem Ali Dede zählen zu den ersten Missionaren. Neben dem Orden der Bektaschi spielte die Bruderschaft der Halveti z. B. im heutigen Kosovo eine tragende Rolle bei der Entwicklung der Städte und des Handwerks unter der Herrschaft der Osmanen.
Orhan I. gilt als Gründer der Janitscharen und soll Hadschi Bektasch um seine Segnung und um einen Namen für seine Elitesoldaten gebeten haben. Vom 16. Jahrhundert an lebten Bektaschi-Derwische in der Nähe der Janitscharen-Garnisonen, um dort die Soldaten geistlich zu leiten.
Im Jahre 1826 erlitten die Bektaschi sowohl in Albanien als auch in Anatolien einen herben Rückschlag, als Sultan Mahmud II. die Janitscharen-Truppe auflöste und die Schließung aller Bektaschi-Tekken im Reich anordnete. Dieser Sultan ließ durch eine fetva bekanntmachen, dass er eine neue Armee schaffen werde, die nach europäischen Standards organisiert und ausgebildet werden solle. Wie erwartet zogen die Janitscharen meuternd gegen den Palast des Sultans. In der folgenden Schlacht brannten die Kasernen der Janitscharen nach einem heftigen Artillerieangriff. Dabei wurden 4000(–8000) Janitscharen getötet. Die Überlebenden wurden vertrieben oder hingerichtet und ihr Besitz konfisziert. Das Ereignis wird Vaka-i Hayriye (Das Wohltätige Ereignis) genannt.
Die verbliebenen Janitscharen wurden in einem Turm in Thessaloniki enthauptet, der später „Blut-Turm“ genannt wurde. Eine weitere fetva wurde erlassen, die das Verbot des sufistischen Bektaschi-Ordens zur Folge hatte. Der Leiter des Bektaschi-Ordens, Hamdullah Çelebi, wurde zunächst zum Tode verurteilt, dann nach Amasya verbannt, wo sein Mausoleum noch heute existiert. Hunderte von Bektaschi-Tekken wurden geschlossen und Derwische wurden exekutiert oder vertrieben. Einige der geschlossenen Tekkes wurden dem sunnitischen Naqschbandi-Orden übertragen. Im Zuge der Ereignisse wurden über 4000 –7500 Bektaschis exekutiert und mindestens 550 Bektaschi-Klöster (dergâh) zerstört. Die offizielle Begründung für das Verbot des Bektaschi-Ordens war „Häresie“ und „moralische Abweichung“.
In Albanien lebte der Orden nach dem Tod des Sultans Mahmud II. aber schnell wieder auf und erreichte in der zweiten Hälfte des 19. Jahrhunderts seine höchste Blüte. 15 Prozent der albanischen Bevölkerung bekannten sich zu den Bektaschi. In den Balkankriegen (1912/1913) wurden 80 Prozent der Tekken in Epirus und Südalbanien von den Griechen zerstört. Von diesem Schlag konnte sich der Orden nur schwer wieder erholen.
Bis zum Verbot aller Derwisch-Orden in der Türkei durch den Staatsgründer Kemal Atatürk im Jahr 1925 hatte der Orden sein Zentrum in Anatolien, seit 1931 in Albanien (Tirana). Seitdem sind die meisten Bektaschi Albaner. Mitte der 1940er Jahre gab es in Albanien etwa 280 Babas und einfache Derwische und in den 1960er Jahren immer noch fünfzig Bektaschi-Tekken mit ungefähr achtzig Derwischen. Nach der Erklärung Albaniens zum ersten atheistischen Staat der Welt im Jahr 1967 wurden die meisten heiligen Stätten der Bektaschi zerstört. Viele Mitglieder erhielten Gefängnisstrafen. Bis zum Zusammenbruch der kommunistischen Diktatur hatten nur fünf Babas und ein Derwisch überlebt. Es gab lediglich sechs Tekken, die noch als Kultgebäude erkennbar waren.
Vor dem Zweiten Weltkrieg emigrierte Bektaschi führten die Tradition des Ordens in den USA fort. Die amerikanische Tekke ist 1954 von Baba Rexheb in Detroit eingerichtet worden. Nach der Aufhebung des Religionsverbots in Albanien im Jahr 1990 wurde das internationale Zentrum des Bektaschi-Ordens wieder in Tirana eingerichtet. In Vlora erbauten die Bektaschi 2005/2006 ein großes Bildungszentrum.
2024 kündigte der albanische Ministerpräsident Edi Rama die Schaffung eines „Souveränen Staats des Bektaschi-Ordens“ innerhalb Tiranas an. Der Zwergstaat soll das Bektaschi-Weltzentrum umfassen. Der Vorschlag steht im Widerspruch zur albanischen Verfassung.

## Organisation

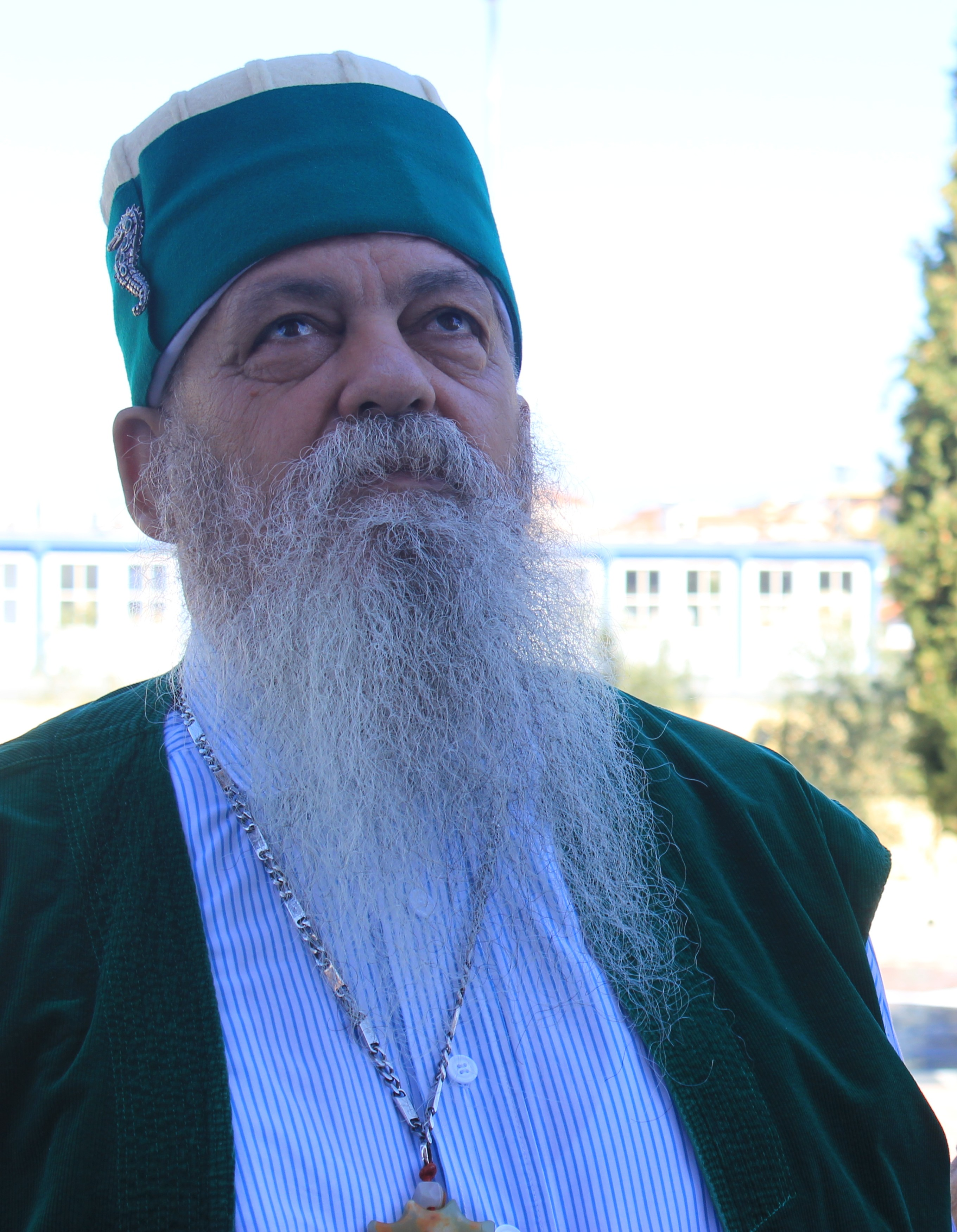
Edmond Brahimaj, Oberhaupt der Bektaschi seit 2011

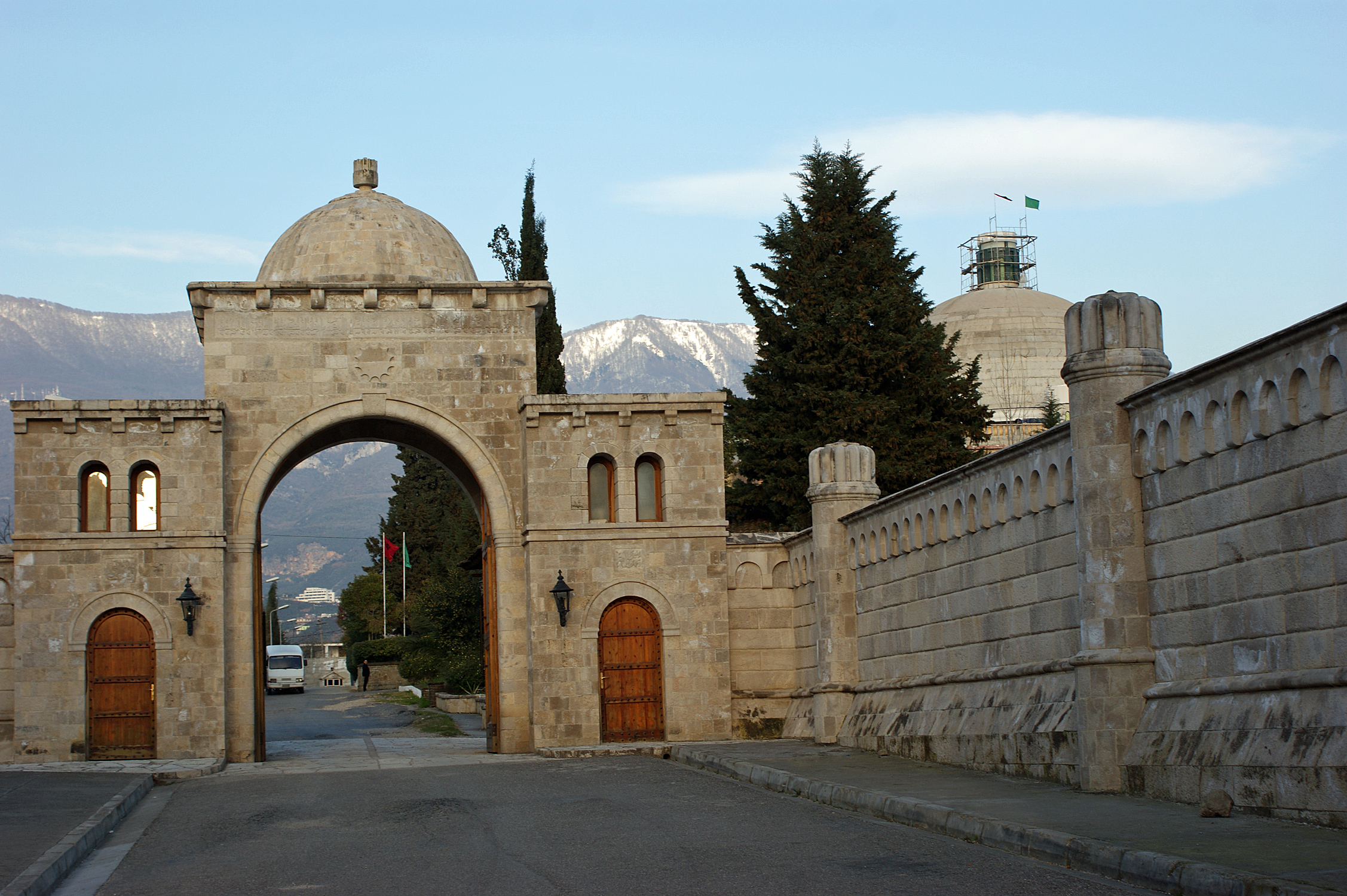
Eingang zum Weltzentrum der Bektaschi in der albanischen Hauptstadt Tirana

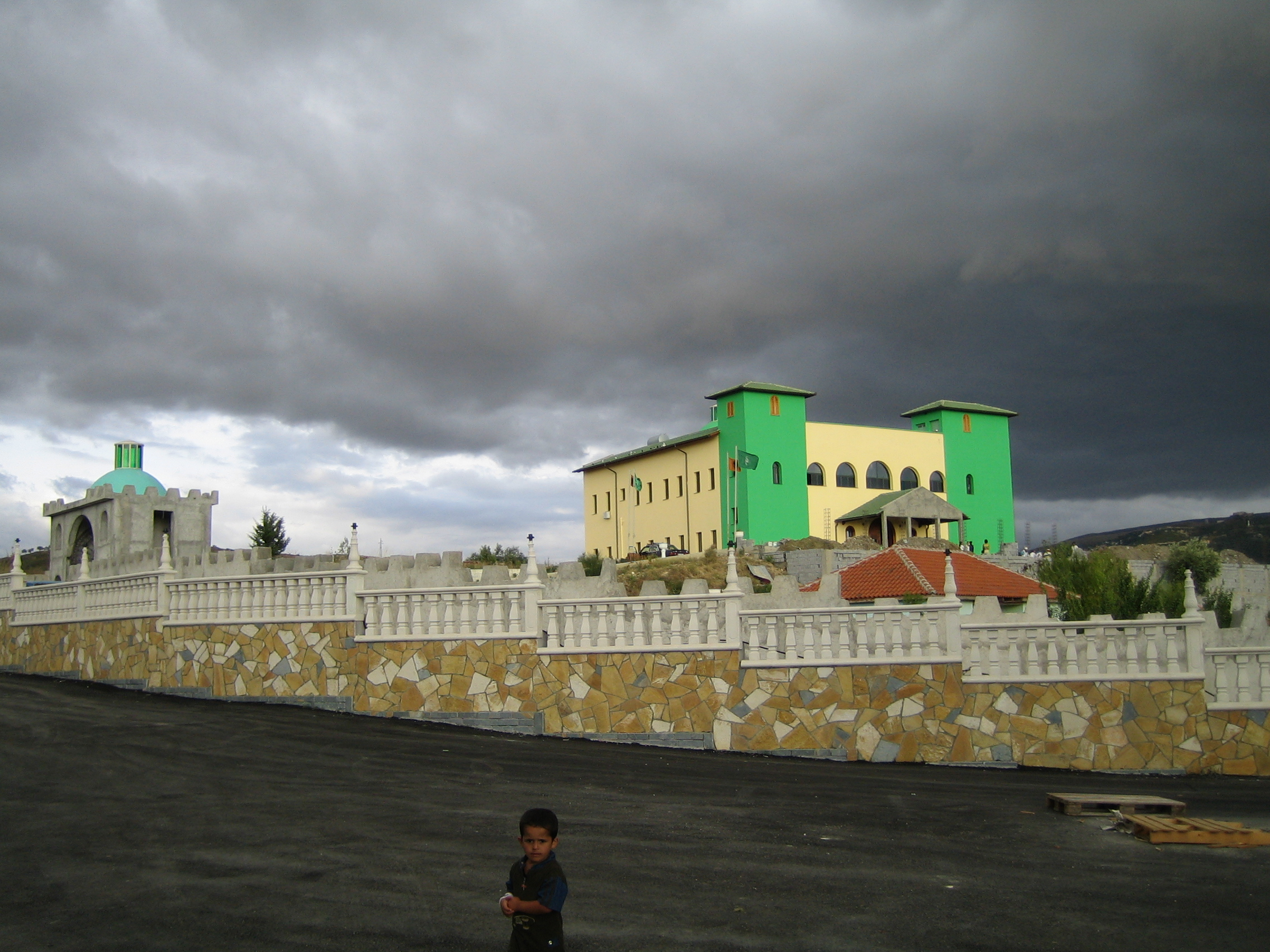
Bildungszentrum der Bektaschi im südalbanischen Vlora

Die Bektaschi betreiben Konvente (Tekken), in denen Derwische wirken. Das Oberhaupt der Bektaschi-Tariqa ist der (Groß)-Dede (Dedebaba), Dede bedeutet so viel wie ‚Großvater‘. Der nächste Rang ist der Halifebaba, anschließend der des Baba (‚Vater‘). Dieser Rang hat die Aufgaben inne, zu predigen und sich um die Seelsorge zu kümmern. Die mittlere Station ist die des Derwisch, der wie der Baba verheiratet sein oder ein zölibatäres Leben führen kann. Am Ende der Hierarchie steht das normal initiierte Mitglied, der Talib oder Muhibb (‚Liebender‘). Die Bektaschi wurden zuletzt von Dedebaba Reshat Bardhi geleitet, der am 2. April 2011 verstarb. Zu seinem Nachfolger wurde im Sommer 2011 Baba Edmond Brahimaj bestimmt.
In Albanien spalteten sich die Bektaschi 1946 von der Muslimischen Gemeinschaft Albaniens, welche die Sunniten und andere Sufiorden vertrat, ab und sind neben den christlichen Kirchen und dem sunnitischen Islam eine vom Staat offiziell anerkannte Religionsgemeinschaft. In der Türkei sind sie seit einem Verbot in den 1920er Jahren nicht wieder zugelassen worden, werden aber von den Behörden mehr oder minder geduldet. Ende des 19. Jahrhunderts spielten sie eine wichtige Rolle bei der Gründung der ersten US-amerikanischen Universität im Nahen Osten, dem Robert College, das direkt neben der wichtigsten Tekke in Istanbul errichtet wurde. Seit dem Tod des langjährigen Dedebaba Bedri Noyan 1997 ist die Bektaschi-Gemeinschaft der Türkei in zwei Gruppen mit jeweils eigenen Dedebabas gespalten.

## Religiöse Praxis
Die religiöse Praxis der Bektaschi weicht von der islamischen Orthodoxie ab. Das Gebet ist nicht an gewisse Tageszeiten gebunden, sondern konzentriert sich auf bestimmte Abendstunden, in denen die Arbeit ruht und die Gläubigen sich in kontemplativer Hingabe den Zeremonien des Cem geistig öffnen können. In diesem Ritus werden die Gläubigen – Frauen und Männer, Junge und Alte, Arme und Reiche – durch Gesang, Musik und die Rezitation von Hymnen und Heldensagen in Begleitung des Sazinstruments in eine mystische Stimmung des ‚Eins-Seins‘ (El ele ve el hakka) versetzt, in der alle unterschiedslos und gemeinsam ihre Hände dem Schöpfer (Hak-Tanri-Allah) entgegenstrecken.
Der Semah-Tanz ist der rituelle Tanz der Aleviten und Bektaschi, der innerhalb der Cem-Zeremonie stattfindet. Er ist der physisch-geistige Ausdruck der ewigen Wiederkehr aller Schöpfungen, denn im Semah-Tanz drehen sich Frauen und Männer (als Sinnbild der antagonistischen und sich dennoch bedingenden Gegensätze) im Kreis und bilden symbolisch den Umlauf der Planeten um die Sonne nach.
Ihr höchstes Fest begehen die Bektaschi alljährlich im August während fünf Tagen am Berg Tomorr bei Berat in Südalbanien, wo sie die Türbe des Abbas Ali aufsuchen.
Um die Lebenshaltung der Bektaschi zu beschreiben, wird folgende Anekdote erzählt: „Der Kalif besuchte das Oberhaupt des Bektaschi-Ordens. Als er die üppigen Weinberge um das Konvent des Ordens erblickte, fragte er: ‚Mein lieber Freund, was macht ihr denn mit den vielen Weintrauben?‘ ‚Ach‘, antwortet der Derwisch, ‚wir essen gerne süße, reife Trauben.‘ Der Kalif darauf: ‚Aber es ist doch unmöglich, so viele Weintrauben zu verspeisen.‘ Der Derwisch daraufhin: ‚Das ist kein Problem. Was wir nicht essen können, das pressen wir und lagern es in Holzfässern. Und was dann geschieht, ist allein Allahs Wille.‘“